# Ennis House
Pour les articles homonymes, voir Ennis (homonymie).
Ennis House est un logement résidentiel situé au 2655 Glendower Avenue, dans le quartier Los Feliz à Los Angeles. Elle a été conçue par le célèbre architecte américain Frank Lloyd Wright.  

## Présentation
Le bâtiment est conçu en 1923 par Frank Lloyd Wright, pour Charles et Mabel Ennis (dont il tire son nom). La construction est achevée en 1924.

Ennis House est le quatrième d'une série de logements conçus par Wright, les textile block houses, qualifiées ainsi car elles utilisent un procédé baptisé textile block system (construction en blocs tissés). Les bâtiments sont construits de blocs de béton préfabriqué, moulés sur place, afin de les habiller de motifs en relief dessinés par Wright. 

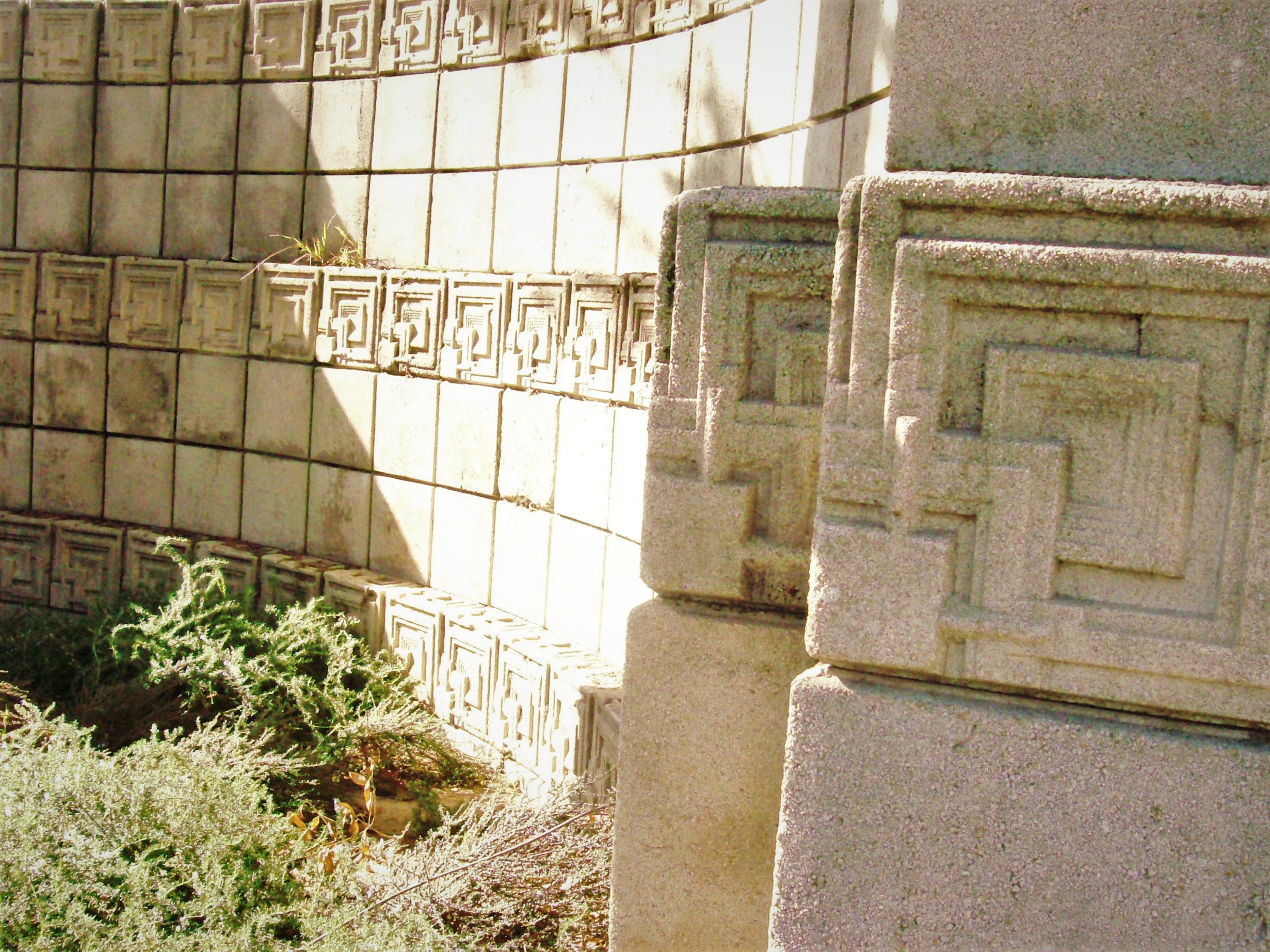
Blocs de béton tissés à relief géométrique

Les autres maisons, toutes situées au nord de Los Angeles, sont la Millard House (en) (aussi appelée La Miniatura) à Pasadena, la Storer (en) et Samuel Freeman House (en) dans le quartier Hollywood Hills. 
La conception est inspirée des anciens temples mayas. Avec d'autres bâtiments de Frank Lloyd Wright, tels que l'A. D. German Warehouse dans le Wisconsin et l'Hollyhock House d'Hollywood, Ennis House est parfois considérée comme un exemple de l'architecture néo-maya (en). Son détail marquant est l'ornementation en relief sur sa façade, inspiré par les reliefs géométriques des bâtiments mayas à Uxmal.

## Classement
Ennis House est inscrit au Registre national des lieux historiques. 
En 2005, la résidence est inscrite sur la liste des sites historiques en danger (America's Most Endangered Places) tenue par le National Trust for Historic Preservation. Des travaux de stabilisation et de rénovation sont entamés dès 2006.  
Au niveau local, Ennis House fait également l'objet d'un classement au titre des California Historical Landmark et Monument historique-culturel de Los Angeles (Los Angeles Historic-Cultural Monument) le 3 mars 1976 par la municipalité de Los Angeles.

## Univers de fiction
En raison de son style unique, la Ennis House est un lieu de tournage prisé par Hollywood. 
Elle apparaît de nombreuses fois au cinéma : dans La Nuit de tous les mystères (1959), Karaté Kid 3 (1989), Grand Canyon (film, 1991) et Les Aventures de Rocketeer (1991). Elle est notamment célèbre pour avoir servi de décor pour l'appartement de Rick Deckard dans le film Blade Runner (1982). Elle apparaît également dans un autre film de Ridley Scott, Black Rain (film) (1989).
Au petit écran, le faux soap Invitation to Love de la série Twin Peaks (1990) y est tourné. Elle sert également de refuge à Angel (David Boreanaz) dans les 2e et 3e saison de la série Buffy contre les vampires. La maison apparaît dans la série Westworld.
Dans le documentaire Artefact (ou Artifact) de Thirty Seconds to Mars, on peut voir le groupe y faire un séjour.

## Galerie

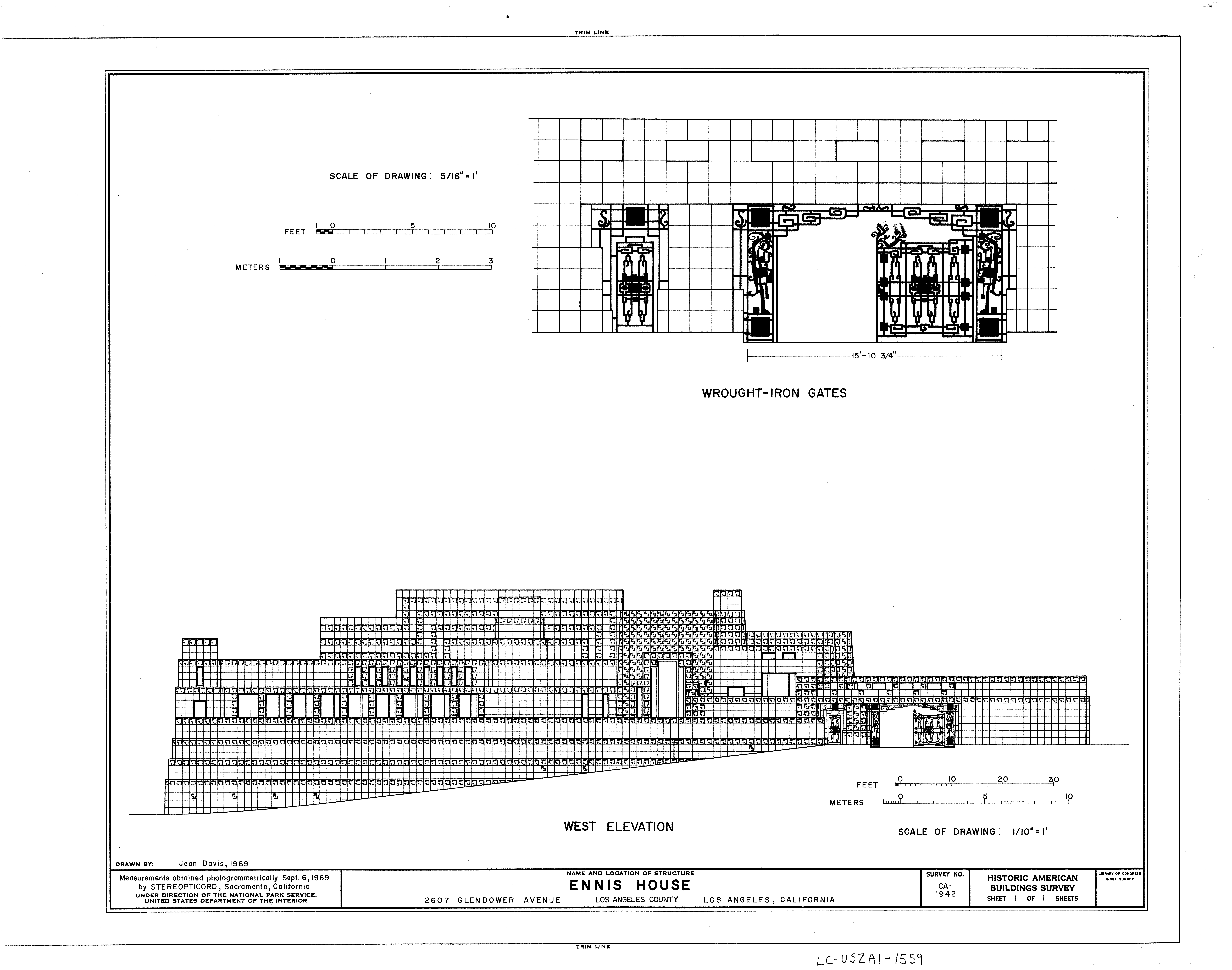
Dessin de la façade
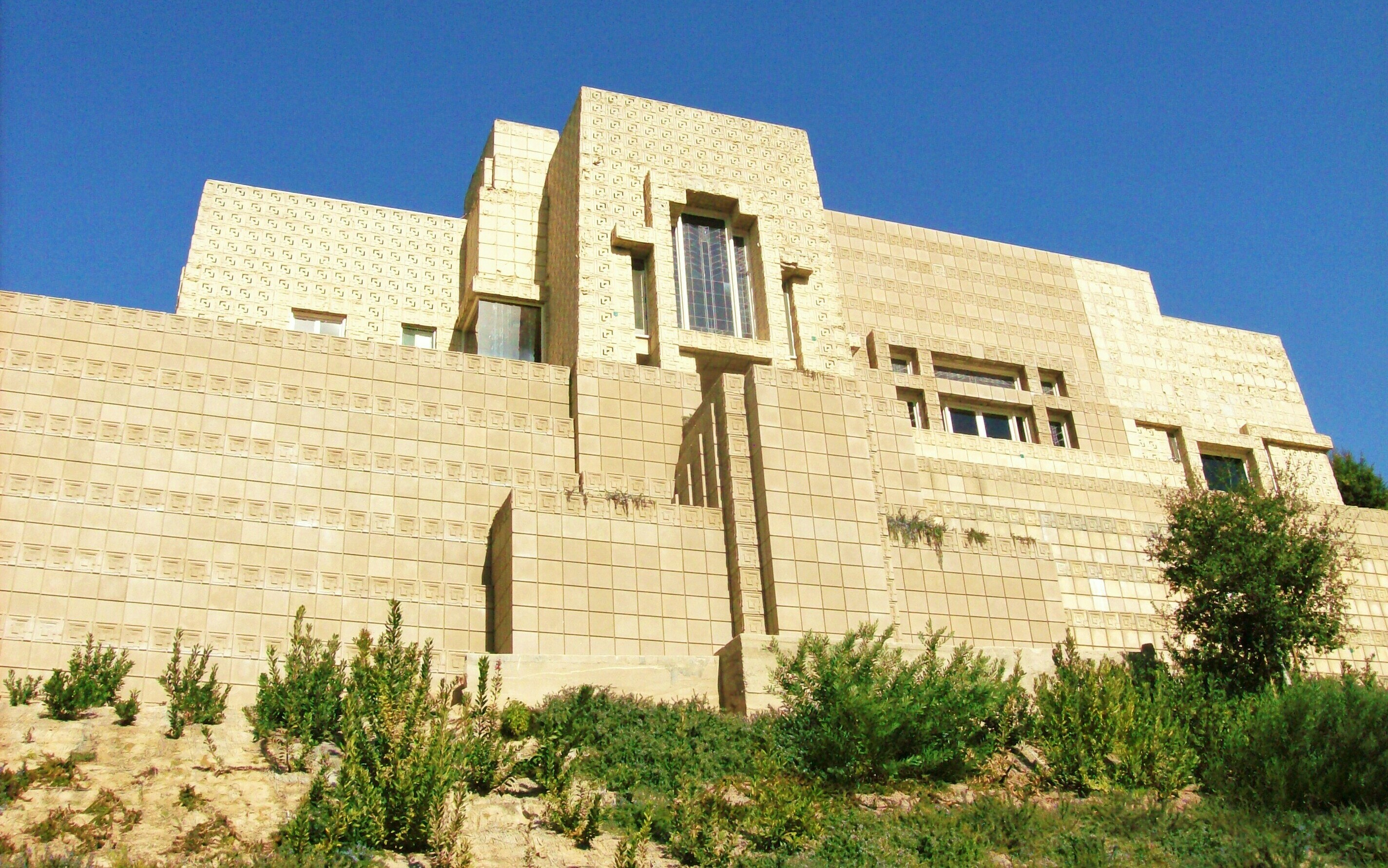
Vue depuis Glendower Avenue
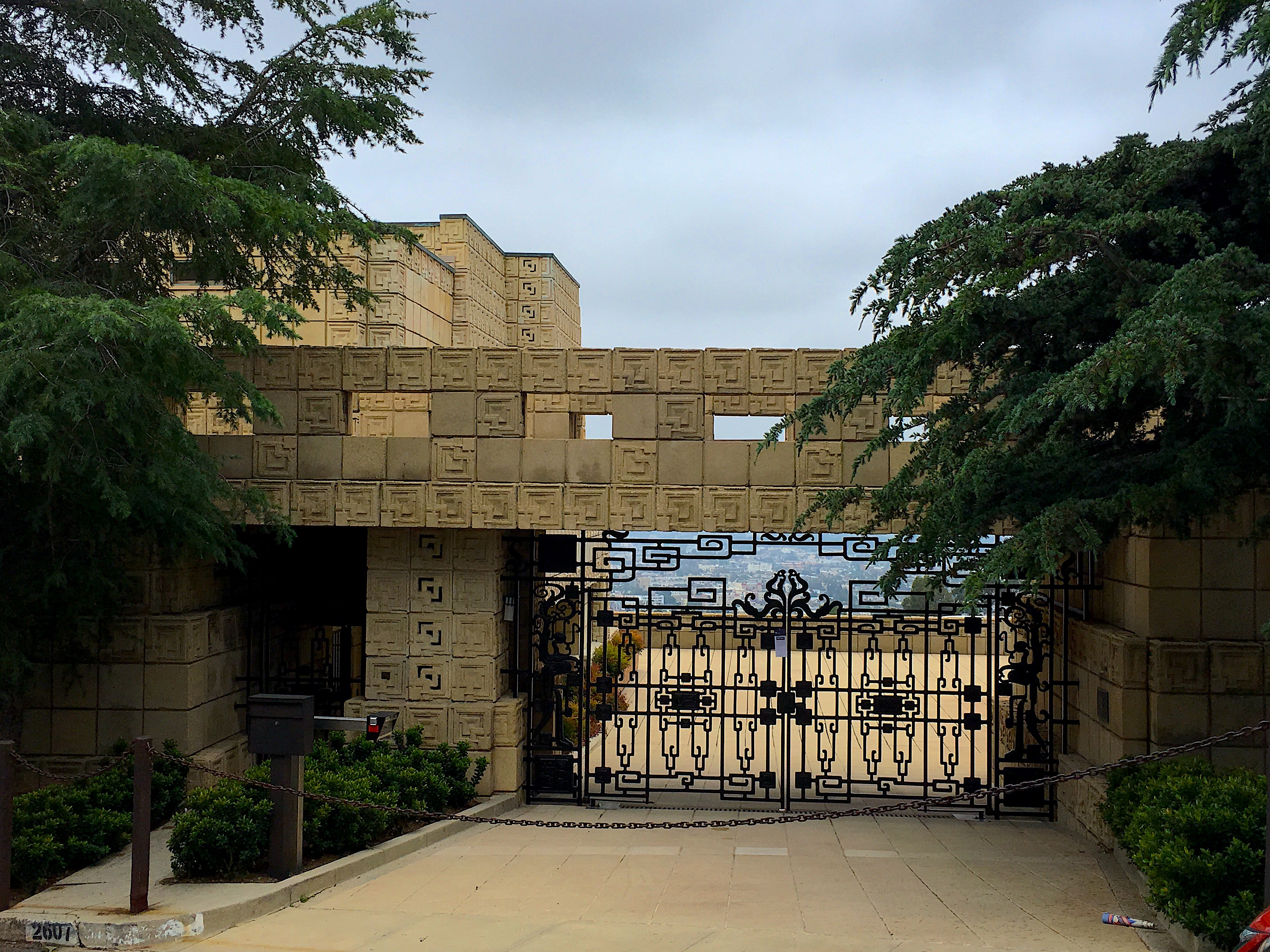
Portail en fer forgé
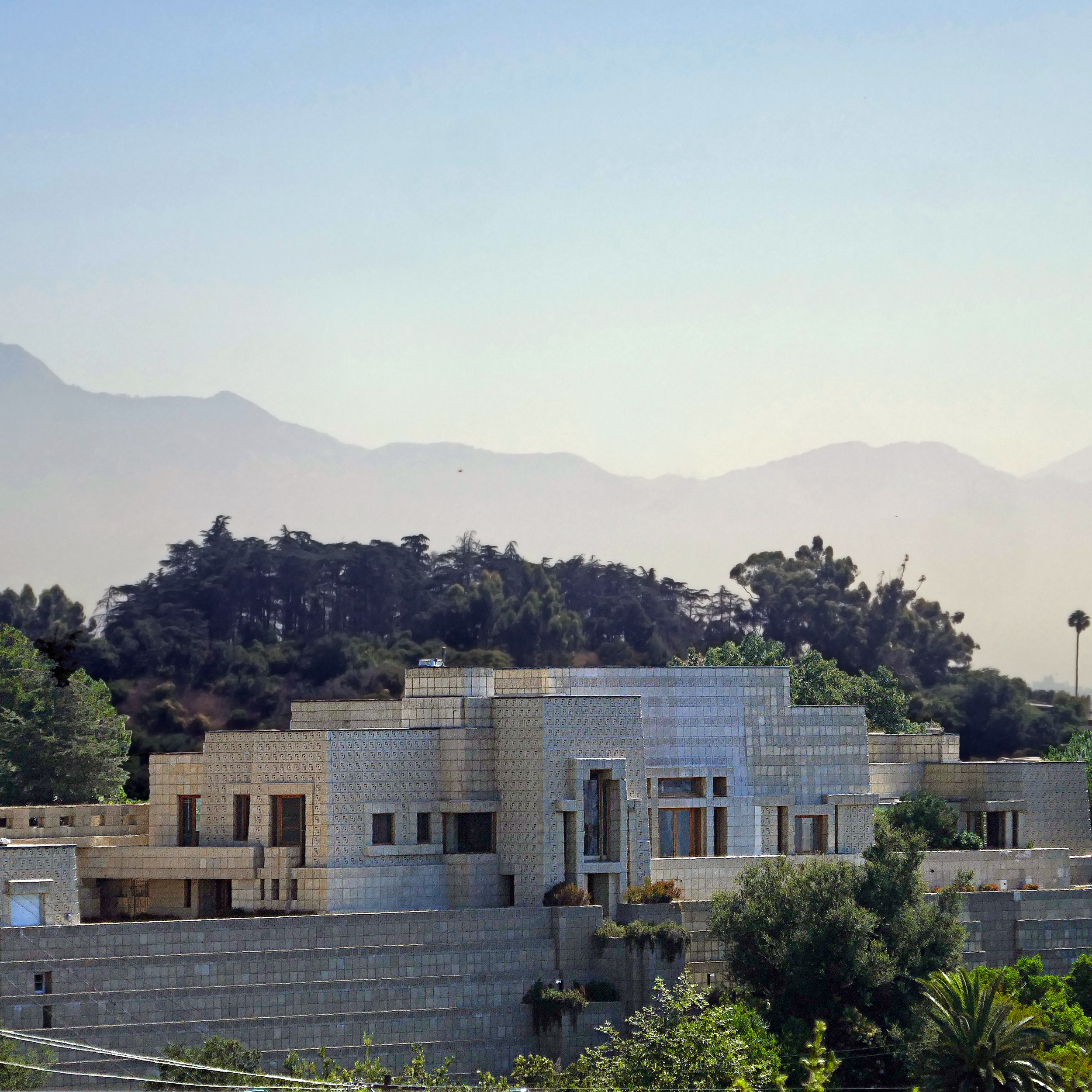
Vue de l'arrière en 2019